# Prochromadora megadonta
Prochromadora megadonta är en rundmaskart som beskrevs av Nikolai Nikolaievich Filipjev 1922. Prochromadora megadonta ingår i släktet Prochromadora och familjen Chromadoridae. Inga underarter finns listade i Catalogue of Life.